# Русская Палестина
Ру́сская Палести́на — собирательное название земельных владений и недвижимости, принадлежащих Российской империи, а затем СССР, Русской православной церкви и Императорскому православному палестинскому обществу на Ближнем Востоке в XIX—XXI веках. Возникновение этого термина связано с трудами начальника Русской духовной миссии в Палестине, учёного-византиниста архимандрита Антонина (Капустина), которого называют «отцом Русской Палестины».

## История
В 1847 году Николай I издал Высочайший указ о создании в Иерусалиме Русской духовной миссии. Эта миссия имела право на приобретение земельных участков и строительство на купленных участках. С 1856 по 1864-е годы в Иерусалиме действовал Палестинский Комитет, построивший русские постройки в центре Иерусалима. В 1864 году Палестинский Комитет был преобразован в Палестинскую комиссию. В 1889 управление всеми земельными участками и учреждениями было передано от Палестинской комиссии, созданному в 1882 году Императорскому православному палестинскому обществу (ИППО). Во владении Русской духовной миссии остались лишь Свято-Троицкий Собор и здание самой Миссии.
Целый ряд объектов был приобретён Российской империей на территории Палестины, тогда ещё входившей в состав Османской империи, с целью расширения своего геополитического влияния и присутствия на территории, традиционно считающейся колыбелью христианства. Российской империи и в особенности православной церкви России удалось сделать значительные приобретения и даже создать целую инфраструктуру, предназначенную для приёма паломников из России и других православных стран. Общий объём владений достигал 23 гектаров (235 000 квадратных метров).
В 1918 году ИППО переименовано в Российское Палестинское Общество при Академии наук. В 1992 году Президиум Верховного Совета России восстановил историческое имя Императорского православного палестинского общества.
В настоящее время часть русских владений в Палестине оказалась на территории Израиля, а часть — в Иордании и Палестинской автономии.
Русская Палестина позднее перешла в ведение СССР, но в связи с официальной советской поддержкой атеизма, Хрущёв решил продать её Израилю.
В 1964 году в результате так называемой Апельсиновой сделки большая часть принадлежавшей обществу недвижимости в Палестине была за $4,5 млн продана Израилю. Соглашение подписали премьер-министр Израиля Голда Меир и посол СССР в Израиле Бодров.
Среди не проданных Израилю объектов — здание Русской духовной миссии, Троицкий собор, Сергиевское подворье. При этом, и в настоящее время Россия — на третьем месте после Ватикана и греков по объёму собственности в Святой Земле.

## В настоящее время
В результате переговоров главы Императорского православного палестинского общества Сергея Степашина (руководит обществом с 2007 года) с главой Палестинской национальной администрации Махмудом Аббасом в мае 2008 года руководство Палестинской национальной автономии передало ИППО участок земли в Вифлееме на котором усилиями Императорского православного палестинского общества построен российский центр культуры и науки. Помимо земли в Вифлееме, Палестинское руководство приняло решение передать России такой же участок в городе Иерихон. На Елеоне ИППО планирует построить российский культурный центр. 9 июня России были переданы территории в Иерихоне: местность Москобия и участок, на котором расположена одна из святынь христианства — библейская смоковница, или дерево Закхея.
Ведётся работа по приведению в порядок прав собственности на не проданные в рамках «Апельсиновой сделки» объекты. По результатам переговоров в июне-июле 2008 года Израиль передал России здание Сергиевского подворья, находящееся в историческом центре Иерусалима. Данное решение было принято правительством Израиля 5 октября 2008.
Официально, подворье было передано Российской Федерации 28 декабря 2008 года. С февраля 2009 г. на Сергиевском подворье в Иерусалиме разместилось Иерусалимское отделение Императорского православного палестинского общества — уполномоченный представитель в Израиле — П. В. Платонов, а также начались полномасштабные реставрационные работы.
В Израиле действует Русская духовная миссия в Иерусалиме (РДМ), начальником РДМ с 11 октября 2023 года назначен архимандрит Вассиан (Змеев).